# Aias
|  | For den græske sagnfigur fra den trojanske krig, se Aias den Lille |
Aias (latin: Ajax, græsk: Αἴας) den Store, var ifølge Iliaden konge af Salamis og søn af Telamon. Han var som de fleste græske helte trænet af kentauren Cheiron. Aias deltog også i den trojanske krig, hvor han var i tvekamp med Hektor som varede en hel dag. Det lykkes under kampen at såre Hektor, men den blev dømt uafgjort af Zeus' budbringer Idaios og de skiltes med gensidig respekt.
Aias var af gode grunde ikke med i den trojanske hest, han havde nemlig taget sit eget liv forinden. Det skete, da Aias var gået amok på en flok får, efter det var blevet bestemt, at Odysseus skulle arve Achilleus' brynje i stedet for Aias. Aias kommer til sanserne efter sin vildskab og mener at han ikke kan leve med skammen, han lige har bragt over sig selv, og tager derfor sit eget liv.